# Gideon Tomlinson

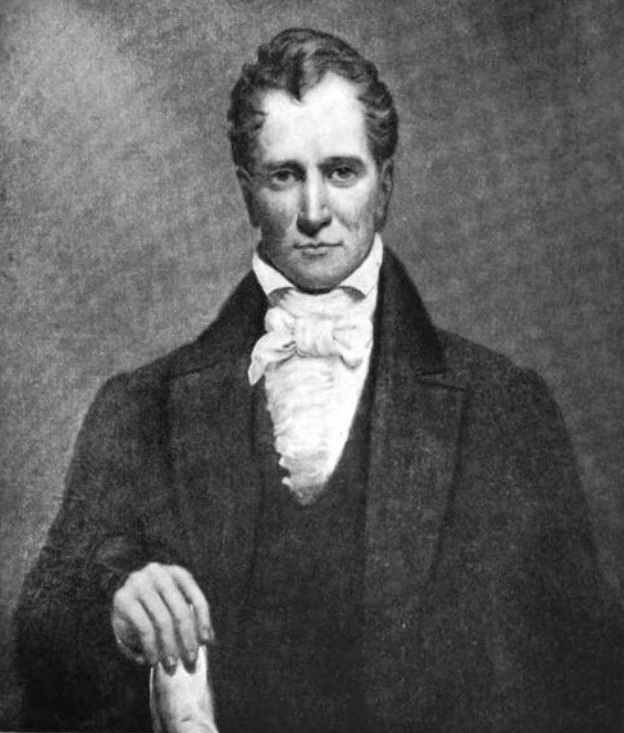
Gideon Tomlinson

Gideon Tomlinson (* 31. Dezember 1780 in Stratford, Connecticut; † 8. Oktober 1854 in Fairfield, Connecticut) war ein US-amerikanischer Politiker, der zu verschiedenen Zeiten den Bundesstaat Connecticut in beiden Kammern des US-Kongresses vertrat und auch als achter Gouverneur dieses Bundesstaates amtierte.
Nach der Ausbildung in einer auf das Studium vorbereitenden Privatschule besuchte Gideon Tomlinson das Yale College, wo er 1802 seinen Abschluss machte. Nach vollendetem Jura-Studium wurde er in die Anwaltskammer aufgenommen und begann als Jurist in Fairfield zu praktizieren.
Nachdem er zunächst als Sekretär (Clerk) des Repräsentantenhauses von Connecticut fungiert hatte, wurde Tomlinson 1818 selbst Abgeordneter der Staatslegislative, deren Speaker er auch zeitweise war. 1819 zog er für Connecticut ins Repräsentantenhaus der Vereinigten Staaten ein, dem er nach dreimaliger Wiederwahl bis zum 3. März 1827 angehörte; unter anderem war er dort Vorsitzender des Handelsausschusses.
1827 kehrte er nach Connecticut zurück, als er zum Gouverneur des Staates gewählt wurde. Seine Amtszeit endete mit seinem vorzeitigen Rücktritt im Jahr 1831; Grund war seine Wahl in den Senat der Vereinigten Staaten. Inzwischen hatte er sich als Gegner von US-Präsident Andrew Jackson der National Republican Party angeschlossen. Während seiner sechs Jahre im Senat war er Vorsitzender des Pensionsausschusses.
Nach seiner politischen Laufbahn gehörte Tomlinson noch dem Leitungsgremium des Trinity College in Hartford an, ehe er sich aus dem öffentlichen Leben zurückzog.